# Caspar Ulenberg

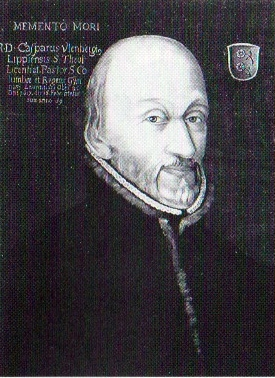
Zeitgenössisches Porträt

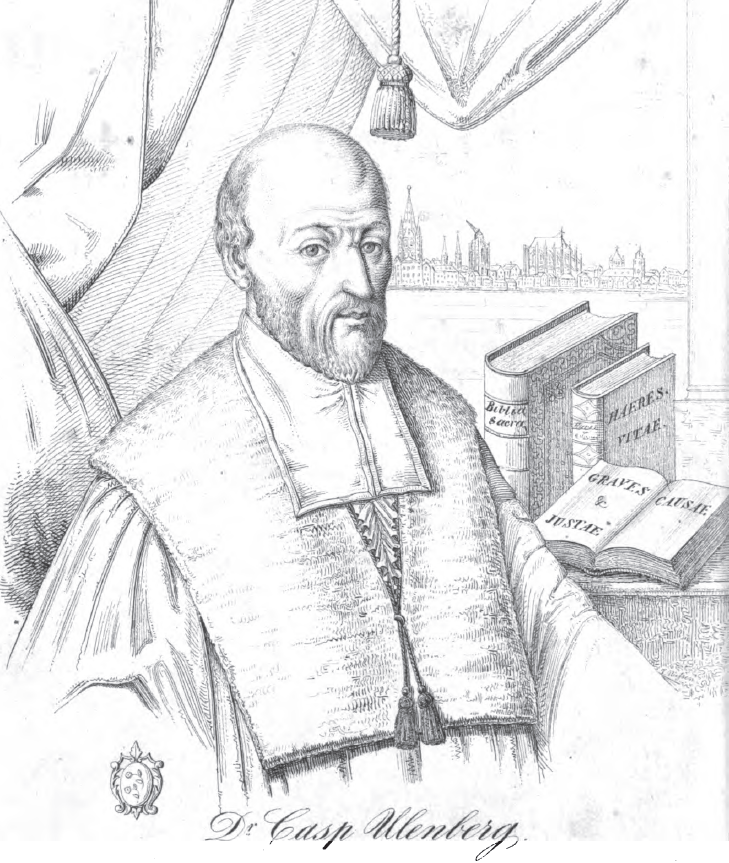
Caspar Ulenberg

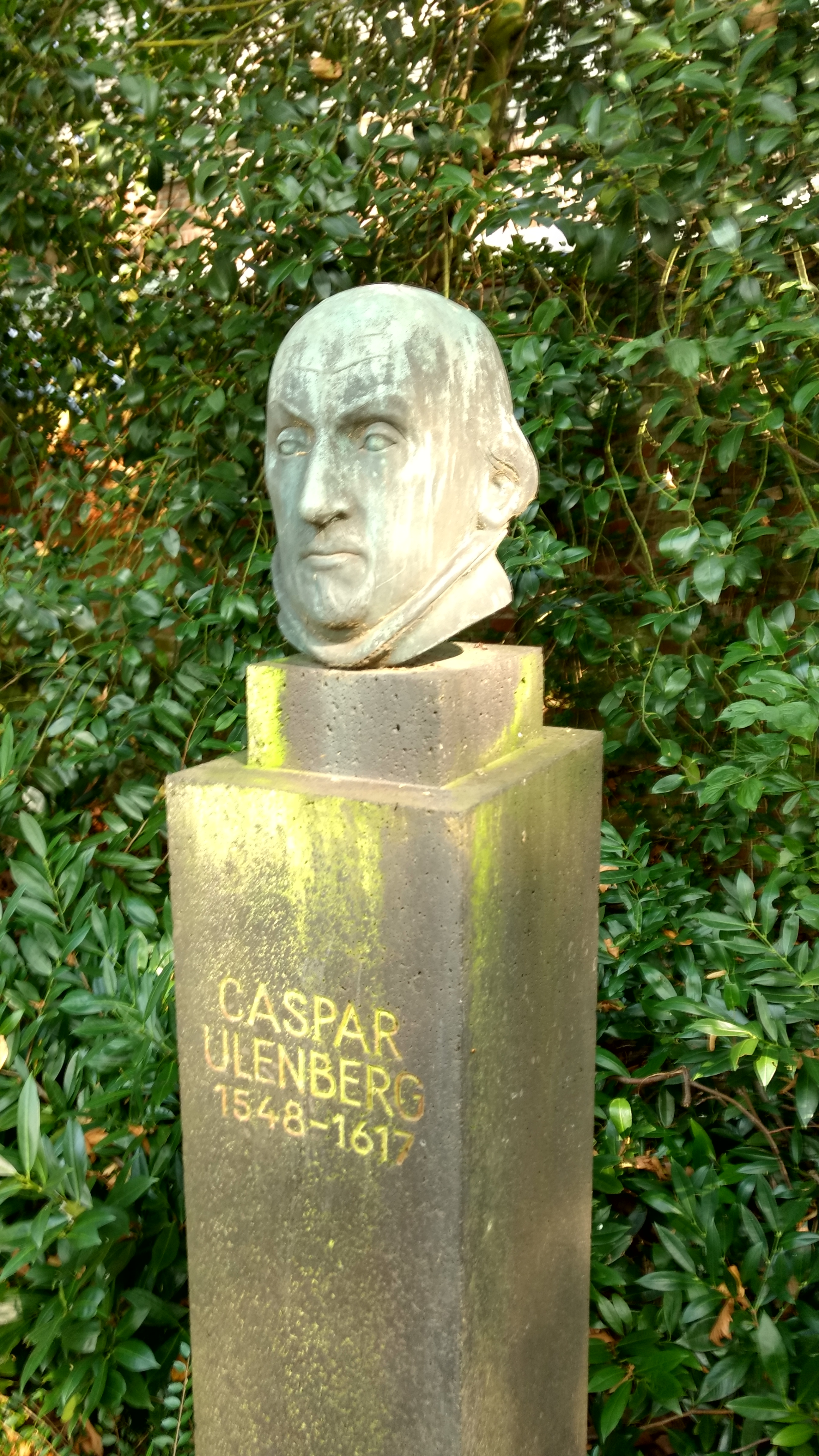
Caspar Ulenberg Büste hinter dem Suitbertus-Gymnasium in Kaiserswerth (2017)

Caspar Ulenberg (teilweise auch Kaspar Ulenberg) (* 24. Dezember 1548 in Lippstadt, Nordrhein-Westfalen; † 16. Februar 1617 in Köln) war ein deutscher katholischer Theologe, Bibelübersetzer, Dichter, Komponist und Rektor der Universität Köln.

## Leben
Caspar Ulenberg stammte aus evangelischem Elternhaus, sein Vater war Handwerker. Er besuchte die Lateinschulen in Lippstadt und Soest und ab 1567 das Gymnasium Martineum in Braunschweig. Am 25. April 1569 nahm er das Studium der Philosophie und Theologie an der Universität Wittenberg auf. Nach einem ersten Studienabschluss war er 1570/1571 Lehrer in Lunden. Dann schickte ihn seine Familie an die Universität Köln, um dort seinen Cousin Andreas Roder, der zum Katholizismus übergetreten war, zur Rückkehr in die evangelische Kirche zu bewegen. Das gelang Ulenberg. Doch zugleich lernte Ulenberg durch seine kontroverstheologische Auseinandersetzung mit dem von ihm zunächst bekämpften katholischen Glauben diesen mehr und mehr zu schätzen. 1572 konvertierte er zur katholischen Kirche.
In Köln setzte Ulenberg seine Studien fort; am 19. Oktober 1572 trug er sich in die Matrikel ein. Dieses Studium schloss er am 11. März 1574 mit dem akademischen Grad eines Magisters ab und wurde 22. Dezember 1575 Professor am Gymnasium Laurentianum in Köln. 1576 empfing er die Priesterweihe; er wurde Pfarrer in Kaiserswerth.
1583 kehrte er nach Köln zurück. Zunächst war er Pfarrer an St. Kunibert, der damals größten Kölner Pfarrei, ab 1592 22 Jahre lang Regens des Laurentianum-Gymnasiums, dazu ab 1605 Pfarrer an St. Kolumba und von 1610 bis 1612 Rektor der Universität. Seine Bibliothek gelangte durch Arnold Meshov, seinen Biographen, an das Laurentianum.
Ein Cousin gleichen Namens Caspar Ulenberg († 1636) konvertierte ebenfalls 1572 zum katholischen Glauben und war von 1608 bis 1636 Abt des Benediktiner-Klosters St. Peter und Paul Groß Ammensleben.

## Werk

### Als Dichter
Sein Hauptwerk als Dichter sind Die Psalmen Davids in allerlei deutsche Gesangreime gebracht, eine Nachdichtung der biblischen Psalmen. Er schrieb sie, in Kenntnis des protestantischen Genfer Psalters, in seiner Zeit als Pfarrer in Kaiserswerth; 1582 wurden sie veröffentlicht. Die Ulenbergsche Versifikation dieses Psalters, von ihm mit eigenen Melodien versehen, ist somit Ergebnis eines der ersten größeren kulturellen Transfers über Konfessionsgrenzen hinweg. Seine Veröffentlichung gilt deshalb auch als der bedeutendste katholische Beitrag zum Psalmlied des 16. Jahrhunderts. Allgemein als „Ulenbergs Psalmen“ bekannt, war dieses Buch bis ins 19. Jahrhundert die unter Katholiken meistgelesene (und gesungene) Psalmdichtung. Es wurde bis 1835 immer wieder überarbeitet und aufgelegt.

### Als geistlicher und theologischer Autor
Seine Erfahrungen als Seelsorger ließen Ulenberg zum Autor geistlicher Schriften werden. Am meisten verbreitet war sein 1590 erschienenes Trostbuch für die Kranken und Sterbenden. Es steht in der Tradition der spätmittelalterlichen Ars moriendi. In gleicher Absicht gab er Schriften von Thomas von Kempen heraus.
Seine theologischen Werke waren – angesichts seiner Lebensgeschichte und seiner Konversionen wie auch der kirchlichen Verhältnisse in Köln naheliegend – apologetisch. Sein Hauptwerk war Erhebliche und wichtige Ursachen, warum die altgläubigen katholischen Christen bei dem alten wahren Christentum bis in ihren Tod beständiglich verharren. Es erschien auch in lateinischer Sprache. Sein Catechismus, den er als Pfarrer an St. Kolumba verfasst hatte, erschien posthum (1626).

### Als Bibelübersetzer
Nachdem auf Veranlassung der Päpste Sixtus V. und Clemens VIII. die Vulgata überarbeitet worden war (Vulgata Sixtina bzw. Clementina), erwies es sich als nötig, auch die deutsche Übersetzung von Johann Dietenberger zu revidieren. Auf eine Empfehlung der Kölner Jesuiten beauftragte der Kölner Erzbischof Ferdinand von Bayern damit Ulenberg. Ulenberg begann seine Arbeit 1614 und beendete sie kurz vor seinem Tod 1617. Das Manuskript der Revision blieb jedoch infolge des Dreißigjährigen Krieges zunächst unveröffentlicht. Erst 1630 wurde die überarbeitete Fassung bei Johan Kreps in Köln in einem mit Stichen verzierten Großfolioband unter Aufsicht der Jesuiten gedruckt, das Neue Testament erschien gleichzeitig beim selben Verleger in einer schlichteren Oktavformat-Ausgabe. Seit dieser Revision spricht man auch von der „Dietenberger-Ulenberg-Bibel“ oder einfach „Ulenberg-Bibel“. Sie erlebte zahlreiche Auflagen. Adolph Gottfried Volusius überarbeitete ab 1655 Ulenbergs Übersetzung. Volusius’ 1661/1662 fertiggestellte sogenannte „Mainzer Bibel“ blieb jedoch ungedruckt.

## Schriften (Auswahl)

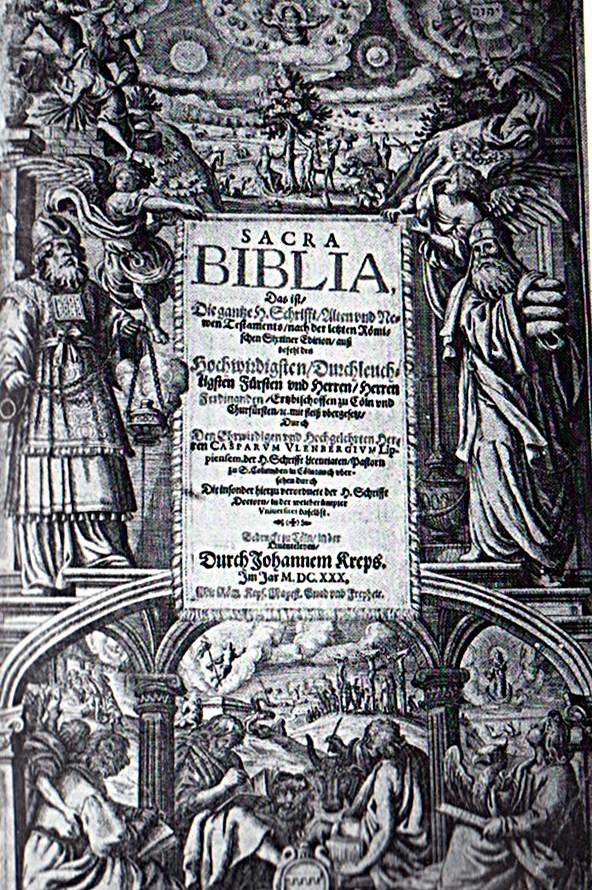
Die Bibel, Köln 1630

### Dichtungen
- Die Psalmen Davids in allerlei deutsche Gesangreime gebracht, 1582 und zahlreiche weitere Auflagen
- Ein schön new gemacht Lied, 1583

### Geistliche Schriften
- Trostbuch für die Kranken und Sterbenden, 1590 und zahlreiche weitere Auflagen

### Zur Bibel
- Einfältige Erklärung der sieben Bußpsalmen, 1586
- Sacra Biblia, das ist, die gantze Heilige Schrifft Alten und Neuen Testaments. Nach der letzten Römischen Sixtiner Edition mit Fleiß übersetzt durch Casparum Ulenbergium, 1630

### Zur Theologie
- Erhebliche und wichtige Ursachen, warumb die altgleubige catholische Christen bey dem alten waren Christenthumb bis in ihren Tod bestendiglich verharren, 1589
  - lateinische Ausgabe: Graves Et Justae Causae, Cur Catholicis In Communione Veteris, Eiusque Veri Christianismi, Constanter Usque Ad Vitae Finem permanensum sit, 1589
- Historia De Vita, Moribus, Rebus Gestis, Studiis Ac Denique morte Praedicantium Lutheranorum, Doct. Martini Lutheri. Philippi Melanchthonis. Matthiae Flacii Illyrici. Georgii Maioris, Et Andreae Osiandri, Köln 1622
- Catechismus oder Kurtzer Bericht der gantzen Christlichen Catholischen Religion, sampt Warnung wider allerley unser zeit Irrthum, Köln 1626
- Historia Zwinglii (ungedruckt)[6]

### Einzelne Kirchenliedertexte und -musiken
- Erbarme Dich, erbarm dich mein, (Melodie 1582), in: Gotteslob (1975) - GL, Nr. 164; Gotteslob 2013 - GL, Nr. 268
- Nun lobet Gott im hohen Thron, (Text nach Ps 117; Melodie 1582/1603), in: GL (1975), Nr. 265; GL (2013), Nr. 393
- Mein Hirt ist Gott der Herr (Text und Melodie nach C.U. 1582), in: GL (2013), Nr. 421
- Herr, dir ist nichts verborgen (Melodie 1582), in: GL (1975), Nr. 292; GL (2013), Nr. 428
- Heilig ist Gott in Herrlichkeit (Melodie 1582), in: GL (1975), Nr. 469; GL (2013), Nr. 199
- Ich bin getauft und Gott geweiht (Melodie 1603), in: GL (1975), Nr. 635; GL (2013), Nr. 491

## Musikalische Umsetzungen seiner Werke
- Die Psalmen Davids vertont für vier Stimmen von Cunradus Hagius Rinteleus (1550–1616), erschienen in der Reihe Denkmäler rheinischer Musik
- Die Psalmen Davids: wie die hiebevor in allerlej Art Reymen u. Melodejen durch Casparum Ulenbergium in Truck verfertiget / newlich abgesetzt u. allen anfangenden Schülern d. Music … mit 4 Stimmen zugerichtet durch Cunradus Hagium. - Düsseldorff: Buyss, 1589. Digitalisierte Ausgabe der Universitäts- und Landesbibliothek Düsseldorf
- Teutsche Psalmen vertont für drei Stimmen von Orlando di Lasso und Rudolph di Lasso - München: Berg, 1588 Digitalisierte Ausgabe der Bayerischen Staatsbibliothek
- Motettische Sätze zum Ulenberg-Psalter vertont für zwei bis vier Stimmen von Christoph Dalitz, 2016, veröffentlicht unter music.dalitio.de